# Alex Dickow
 (janvier 2025).
Alexander Dickow, né en 1979 à Lexington (Kentucky), est un poète, prosateur, essayiste, traducteur, professeur d'université américain écrivant aussi bien en français qu'en anglais.

## Biographie

### Jeunesse et études
Né à Lexington dans le Kentucky, Alexander Dickow grandit dans la ville de Moscow, dans l'Idaho.
Il suit des études de littérature française au Reed College et obtient en 2002 un Bachelor of Arts en littérature française. Il part à l'université de Nantes en 2004 pour y valider un diplôme d'études approfondies. Il retourne aux États-Unis et obtient en 2006 un Master of Arts en littérature française à l'université Rutgers.
Il effectue ensuite un doctorat en co-tutelle qu'il valide en 2011. Sa thèse de doctorat ès Lettres modernes (Le poète en personnes : Mises en scène de soi et transformations de l'écriture chez Blaise Cendrars, Guillaume Apollinaire et Max Jacob) est soutenue conjointement auprès de l'université Paris-VIII et de l'université Rutgers, sous la direction de Christian Doumet pour Paris-VIII et de Derek Schilling pour l'université Rutgers.

### Parcours universitaire
En 2009, il devient assistant de littérature anglaise à l'université Paris-Nanterre. L'année suivante, il devient maître Assistant de littérature anglaise à l'université Nancy-II. 
En 2011, il est recruté comme professeur de littérature française à l'Institut polytechnique et université d'État de Virginie.
Lors de son parcours littéraire, il se spécialise peu à peu dans la littérature française du début du XXe siècle, de la poésie française contemporaine et les problèmes posés par la traduction.
Alexander Dickow est l'actuel directeur scientifique de la revue les Cahiers Max Jacob.

## Œuvres

### Ouvrages universitaires
- (en) Alexander Dickow, « Le poète en personnes : mises en scène de soi et transformations de l’écriture chez Blaise Cendrars, Guillaume Apollinaire et Max Jacob », RUcore: Rutgers University Community Repository, Rutgers University - Graduate School - New Brunswick,‎ 2011 (DOI 10.7282/T33B5Z73, lire en ligne, consulté le 31 juillet 2017).
- Dictionnaire Max Jacob, sous la dir. d'Alexander Dickow et Patricia Sustrac, Paris, Classiques Garnier, 2025.

### Poésie
- Caramboles (bilingue), Argol Éditions, 2008.
- (en) Trial Balloons, Corrupt Press, 2012.
- Capitulation à l'absorption du métèque (bilingue), Metz, Ink, 2013.

### Prose
- Rhapsodie curieuse (diospyros kaki), Louise Bottu, 2017.
- Le Premier Souper, La Volte, 2021.

### Essais
- Le Poète innombrable : Blaise Cendrars, Guillaume Apollinaire, Max Jacob, Hermann, 2015.

### Traduction
- Robert Milin (bilingue), Joca Seria, 2004.
- De Henri Droguet (bilingue), Clatters, Ohm Editions, 2014.
- Showers and Bright Spells, Selected poems (bilingue), Spuyten Duyvil, 2021.

## Prix et distinctions
- 2003 / 2004 : bourse Fulbright
- 2005 / 2009 : bourse Jacob K. Javits.
- 2014 : Close Approximations Translation Prize, Asymptote, catégorie Poésie[4].